# ゲベリット
ゲベリット（独: Geberit AG）は、トイレ・洗面台・浴室周りで使用される衛生陶器や水道配管を扱う多国籍企業。
スイス・ザンクト・ガレン州・Rapperswil-Jonaに本拠を置き、世界40か国以上で事業を展開する。スイス証券取引所上場企業（SIX: GEBN）。

## 沿革
ゲベリットの事業は1874年、Caspar Melchior Gebertが配管ビジネスをRapperswilで始めたことに端を発する。1905年に接合部品の製造を開始し、タンク式水洗トイレの部品製造で成功を収めた。創業者が1909年に亡くなると一族が後を継ぎ、1930年代にはサニタリー回りのプラスチック部品におけるパイオニア企業となった。第二次世界大戦の影響を一時的に受けたもののほどなく回復し、1953年、With HeinrichとKlaus Gebertが会社を継ぐと、社名がGeberitに改められた。1955年、西ドイツに最初の国外拠点を開設、以降フランスなどヨーロッパ各地へ進出し、技術サービスを提供するようになった。1962年に本社をRapperswilからRapperswil-Jonaへ移転した。1986年に製造のオートメーションに着手、1991年にGebert一族が経営から手を引くと、1994年に中国に2つの工場を新設し、アジアでの市場を拡大した。1999年スイス証券取引所に上場、2012年にスイス株価指数の構成銘柄となった。
2002年8月、アメリカ合衆国の配管メーカーであるChicago Faucetを買収して子会社とし、2015年2月、フィンランドの浴室部品メーカーであるサニテック（Sanitec）の買収を完了した。2019年時点での従業員数は世界で11,619人、売上高は約30億スイスフランとなっている。